# Vila Bernády din Sovata

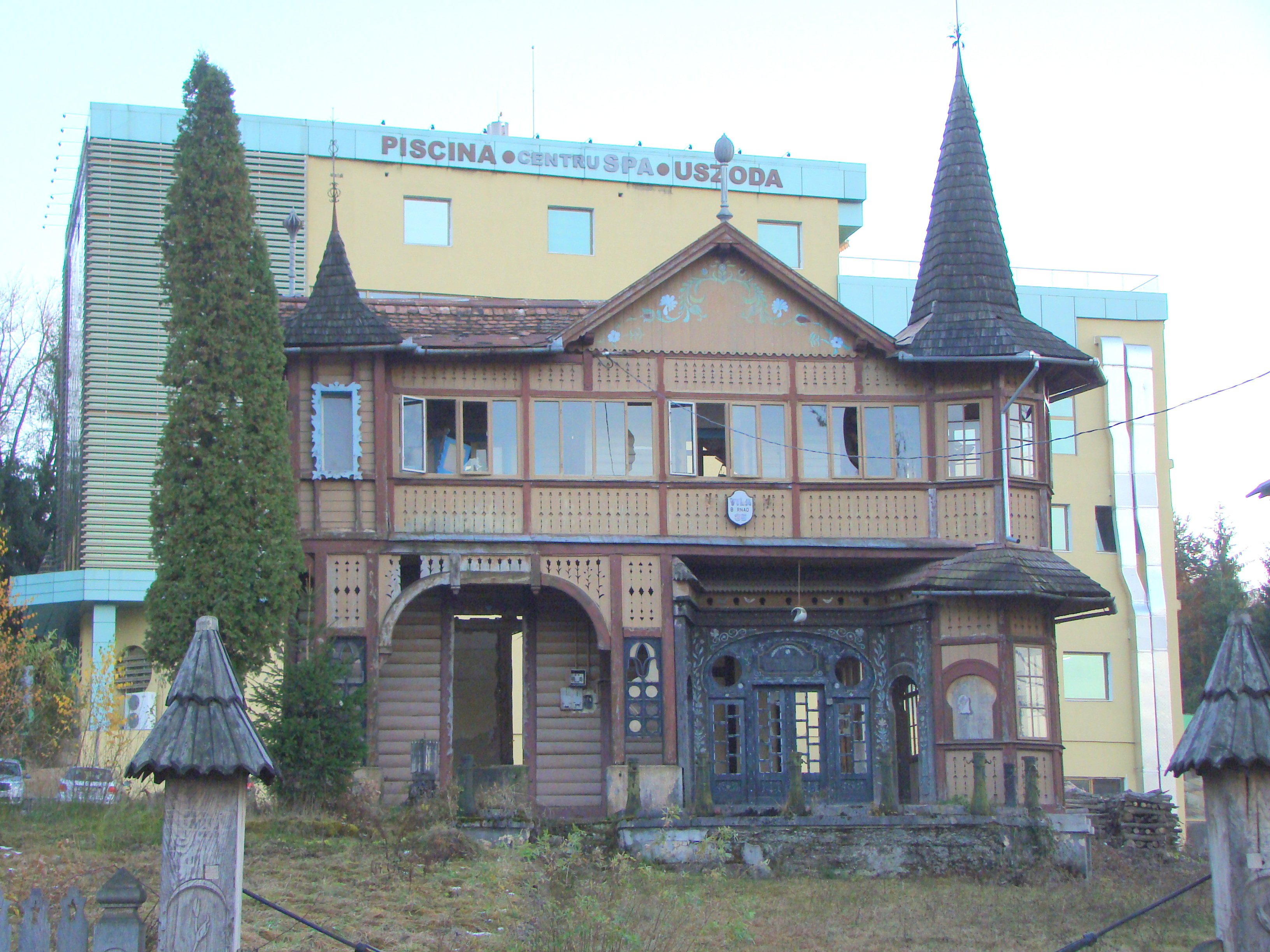
Vila Bernády aproape ruinată în noiembrie 2016

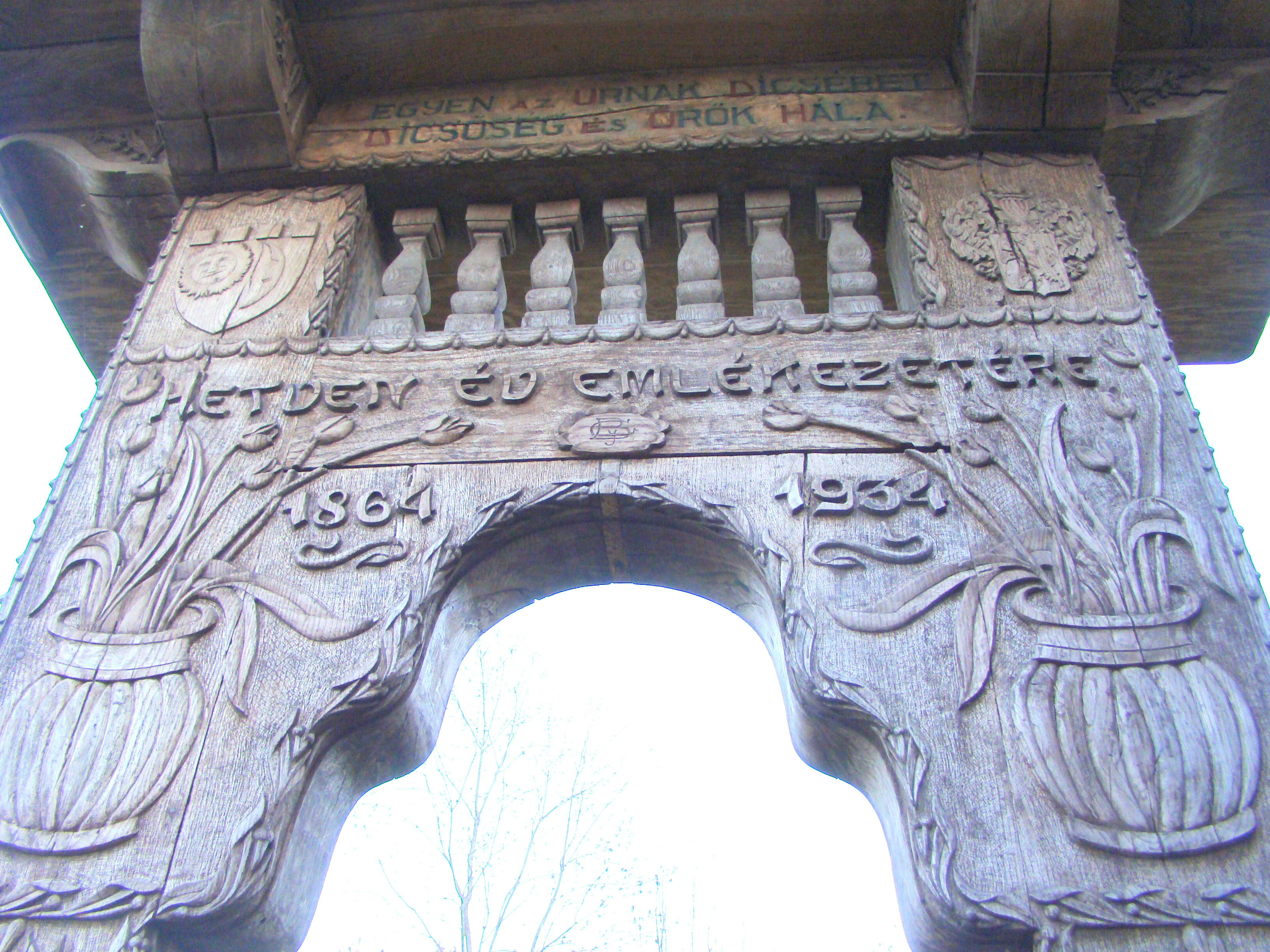
Poarta secuiască de lemn

Vila Bernády este un monument istoric aflat pe teritoriul orașului Sovata, județul Mureș, cod LMI MS-II-m-B-16033.

## Localitatea
Sovata (în maghiară Szováta, în germană Sowata) este un oraș în județul Mureș, Transilvania, România. Este situat pe cursul superior al râului Târnava Mică, la confluența cu râul Sovata. A fost menționat pentru prima oară în anul 1602 cu denumirea Szavata.

## Istoric și trăsături
Vila Bernády este situată pe un teren spațios în centrul orașului Sovata, pe strada Trandafirilor nr. 133. Vila a fost construită la începutul secolului XX în stilul secesionist al stațiunilor balneare ale fostei monarhii. Specificul era dat de porțile secuiești sculptate în lemn și decorațiunile pictate de pe fațadă; ulterior a fost cumpărată și modificată de fostul primar al municipiului Târgu Mureș dr. György Bernády și a patra sa soție, Margit Kelemen în 1929.
Bernády a fost ca ocupație farmacist și a devenit primarul orașului între anii 1902-1913 și 1926-1929. A reușit să transforme un târg provincial într-un oraș modern. A construit noi clădiri administrative și o infrastructură modernă, demnă de secolul al XX-lea.
După moartea lui Bernády, vila, care a fost locul preferat de odihnă al acestuia, a rămas în proprietatea familiei până în anul 1946, an în care văduva acestuia a vândut-o unui evreu bogat din București. După doar doi ani aceasta a fost naționalizată și trecută în proprietatea Întreprinderii Balneare de Stat, care însă doar întreținea clădirea, fără a efectua lucrări de renovare a acesteia.
După schimbarea de regim din 1989 moștenitorii au solicitat restituirea clădirii, întreprinderea de stat renunțând la îngrijirea acesteia. Clădirea s-a deteriorat, iar infiltrațiile de apă din acoperiș au avut drept consecință ruinarea vilei.
Conform cărții funciare, dreptul de proprietate al vilei a fost transmis în 2006 lui Pallade Sulamith și Fanny Scheuermann, succesorii în drepturi ai ultimului proprietar înainte de naționalizare. Proprietarii s-au schimbat din nou la scurt timp după aceea, în noiembrie 2007, Anna Maria Szasz devenind proprietara terenului de 5.284 de metri pătrați, în timp ce clădirea de 127 de metri pătrați a rămas în proprietatea lui Pallade Sulamith și a lui Fanny Scheuermann. În decembrie 2007, Eszter Péter, sora primarului de atunci al orașului Sovata, Ferenc Péter, a cumpărat jumătate din clădire cu 20.000 de lei (5.600 euro la cursul de atunci). În 2009, Eszter Péter a cumpărat de asemenea și jumătate din teren. În mai 2019, imobilul a devenit proprietatea exclusivă a lui Eszter Péter.
Ferenc Péter, fostul primar al orașului Sovata, în prezent președintele Consiliului Județean Mureș, care construiește o pensiune din fonduri europene de 1,5 milioane euro, reconstruiește și vila-monument care a aparținut lui György Bernády. În vara anului 2021 clădirea veche era deja demolată, iar vila refăcută, după planurile inițiale, doar finisajele lipseau.
Direcția județeană a Ministerului Culturii avizase încă din noiembrie 2013 planul de reabilitare al vilei, cu condiția ca în timpul execuției să fie folosite doar materiale tradiționale, învelitoarea să fie din țiglă, iar tâmplăriile din lemn.

## Imagini (înainte de demolare)

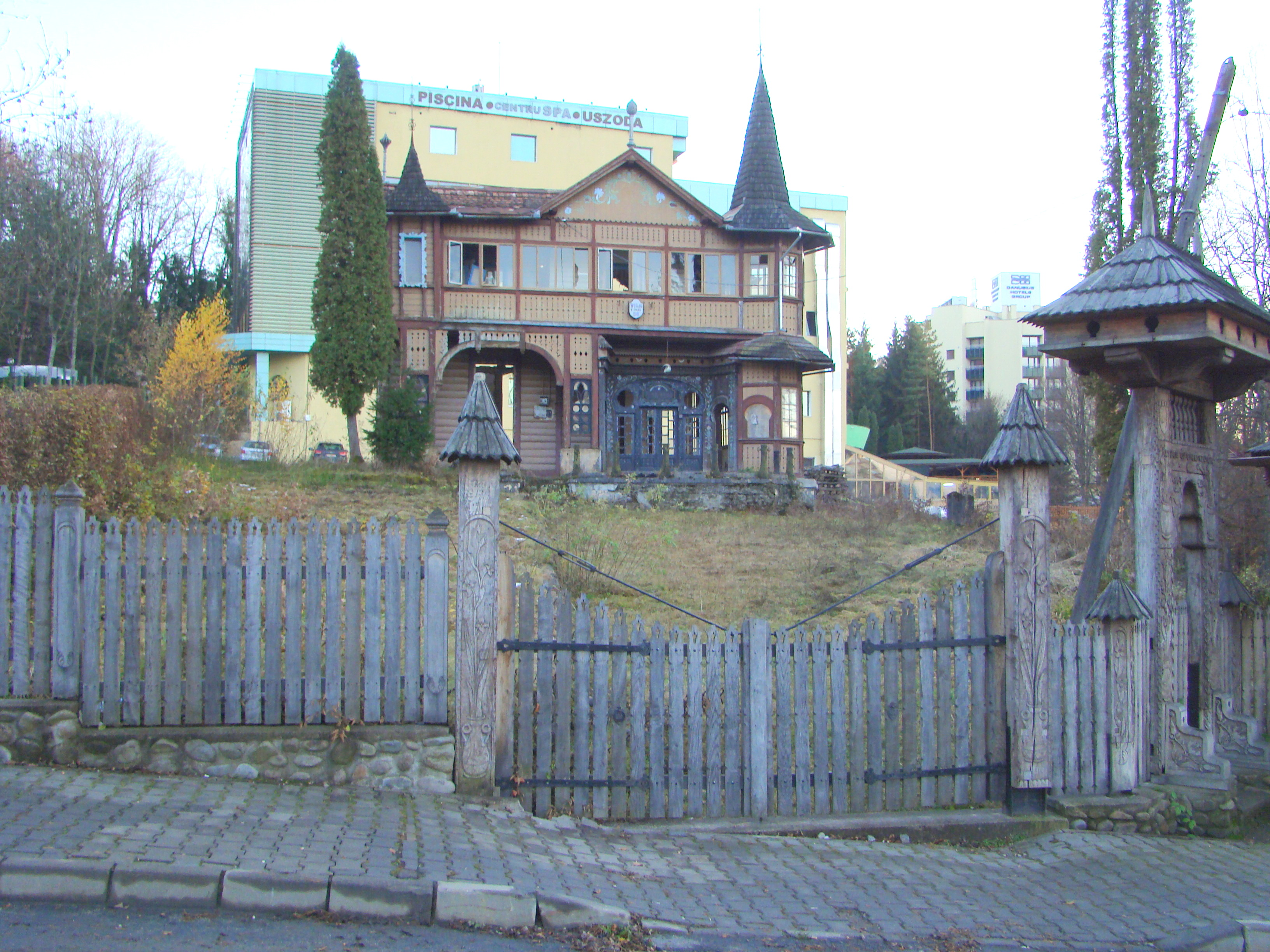
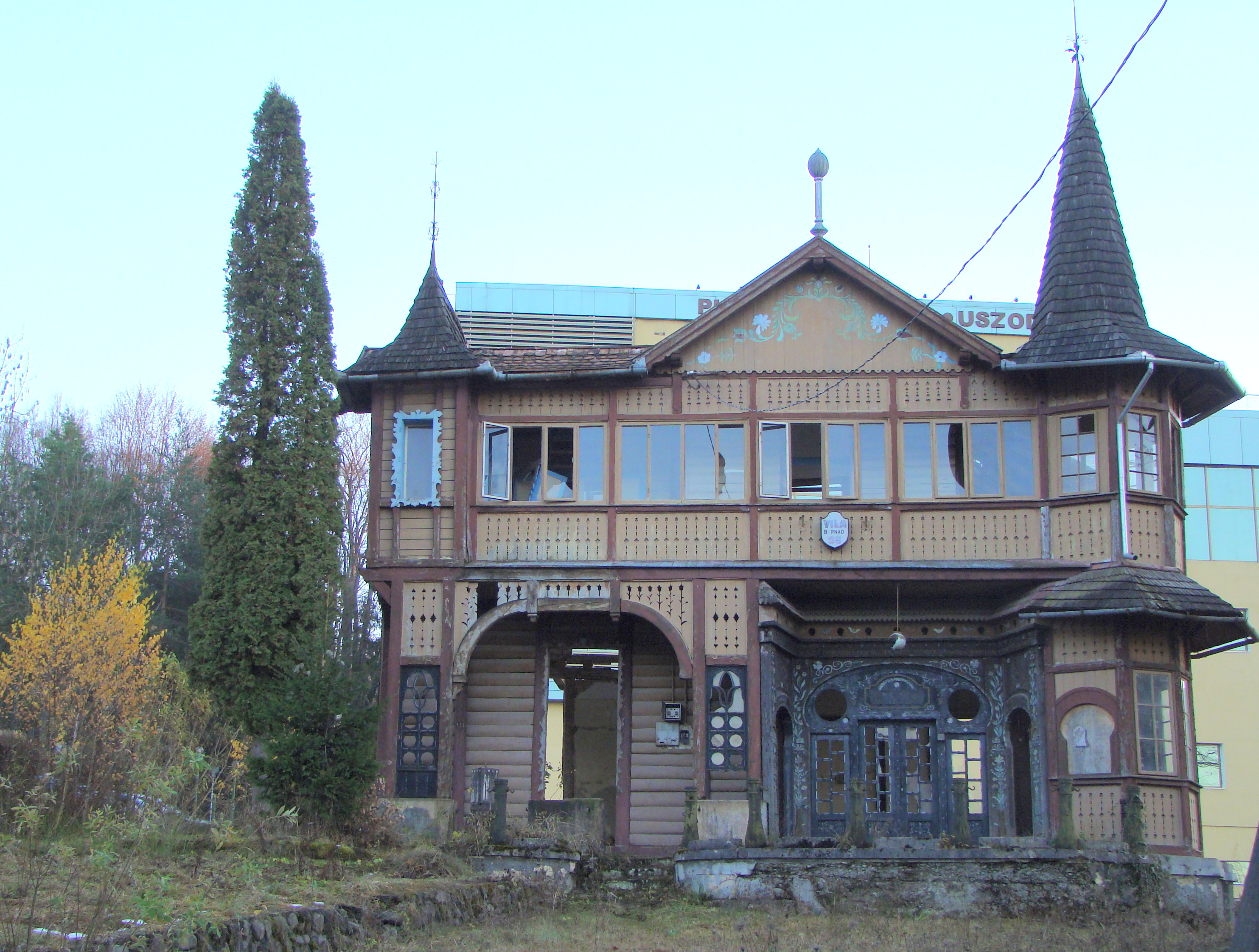
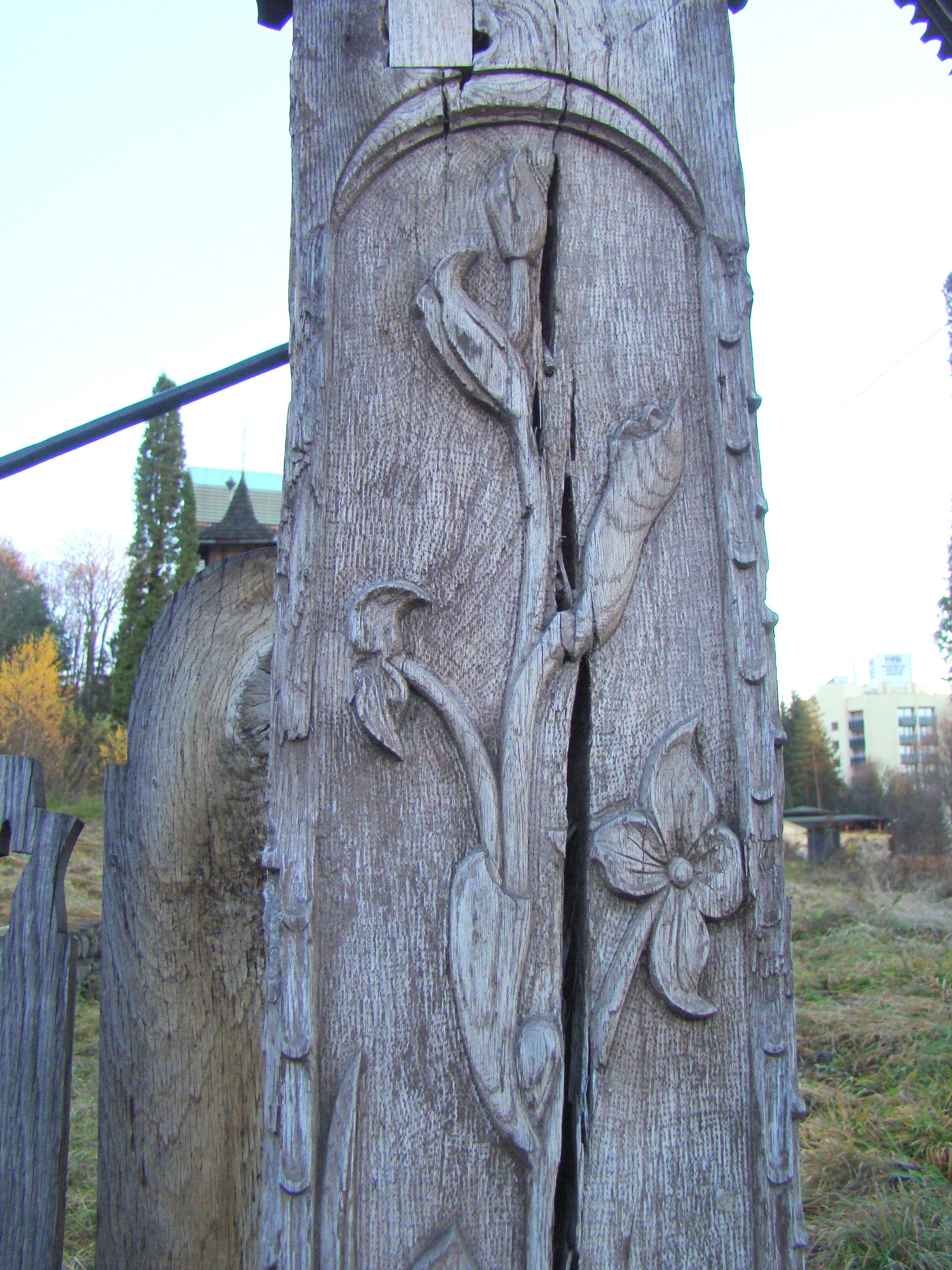
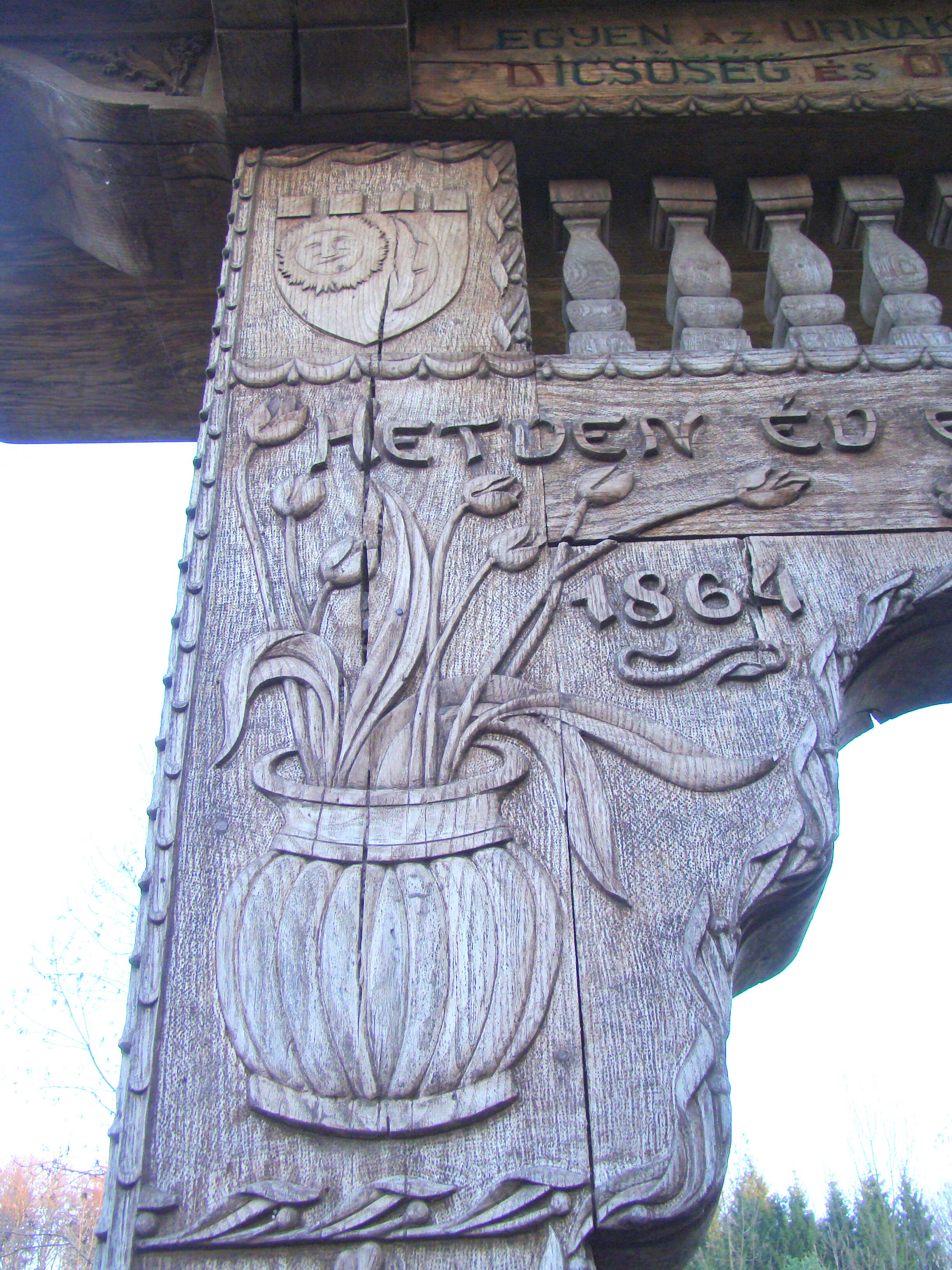
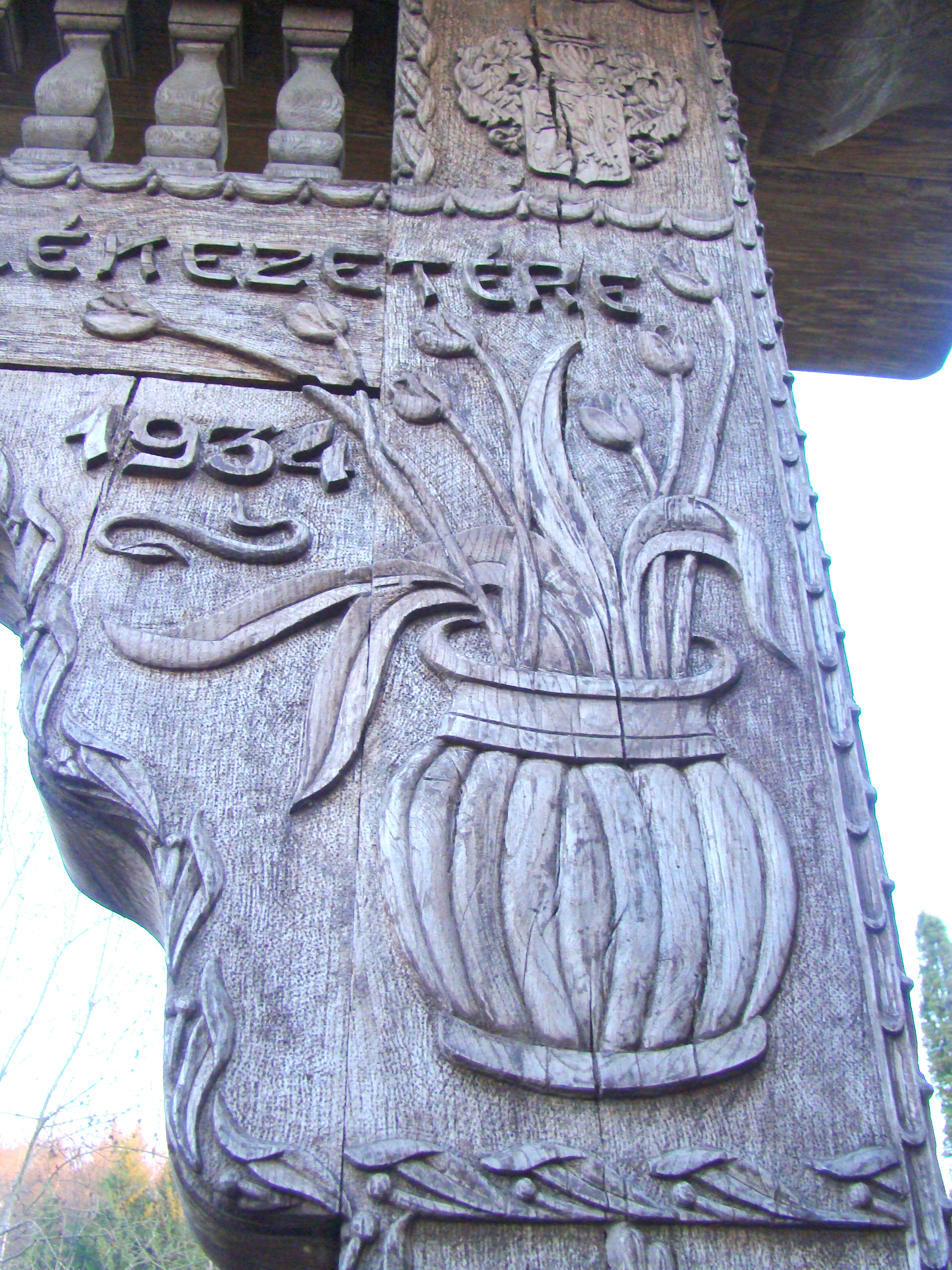
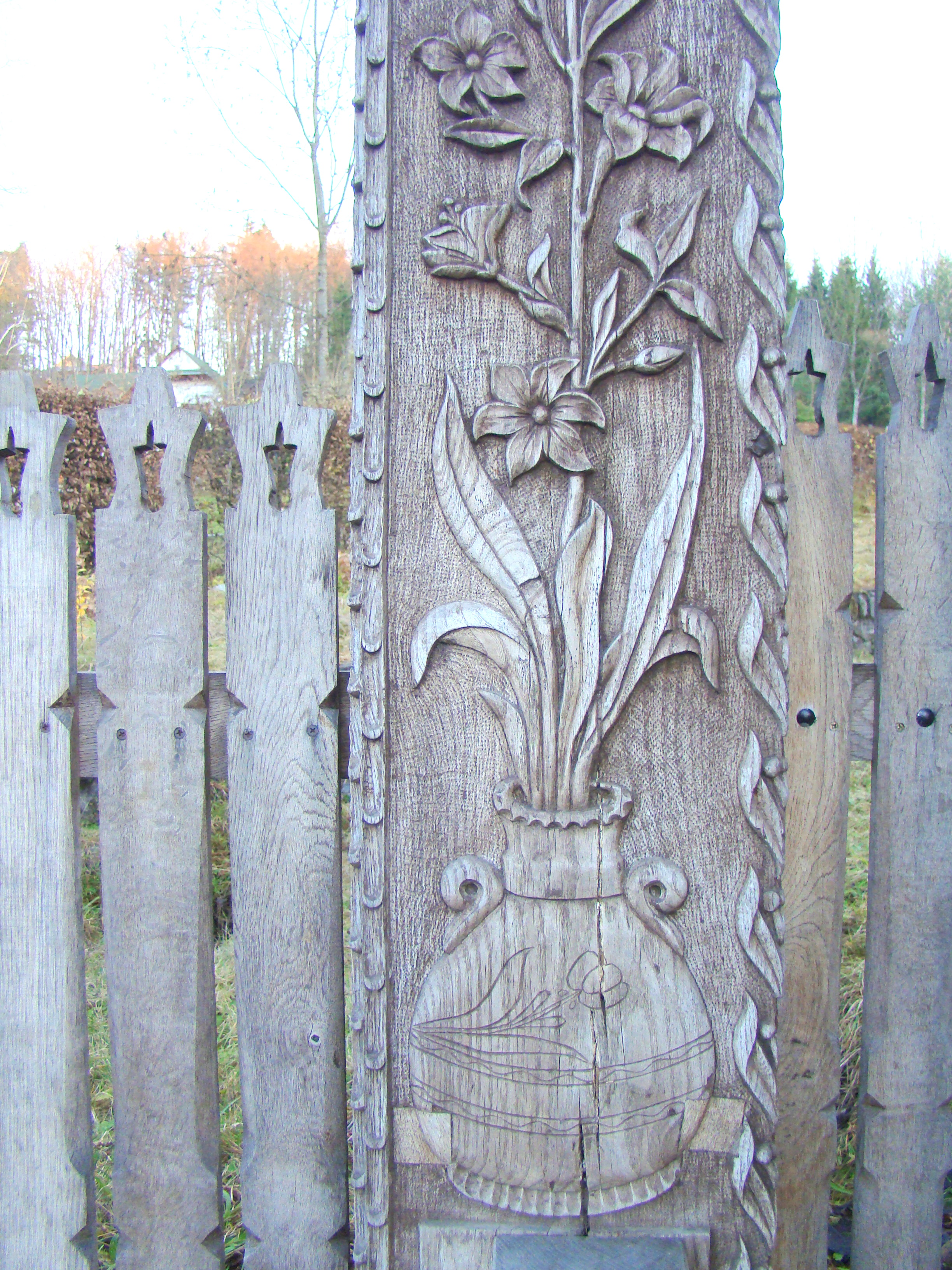
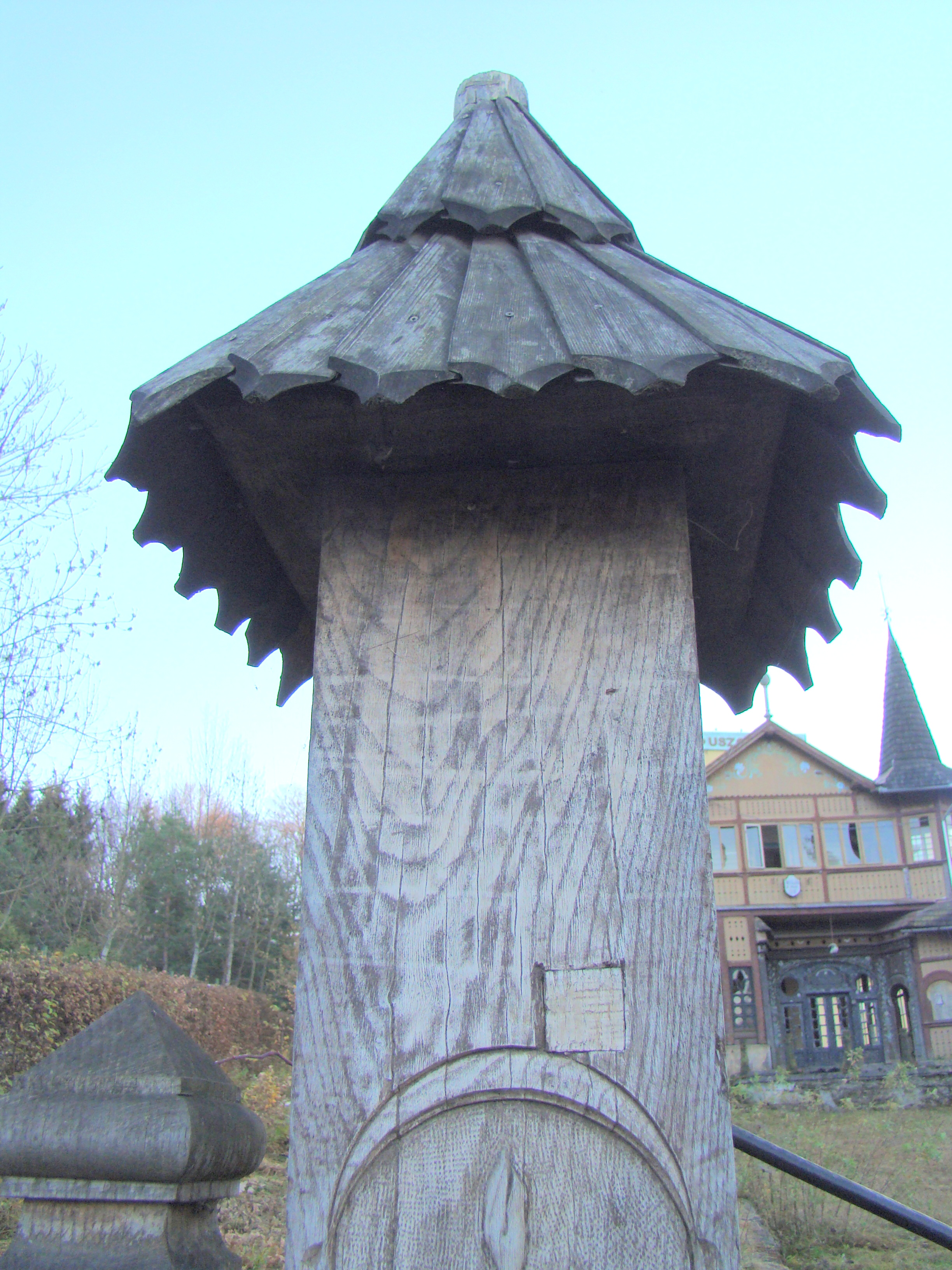
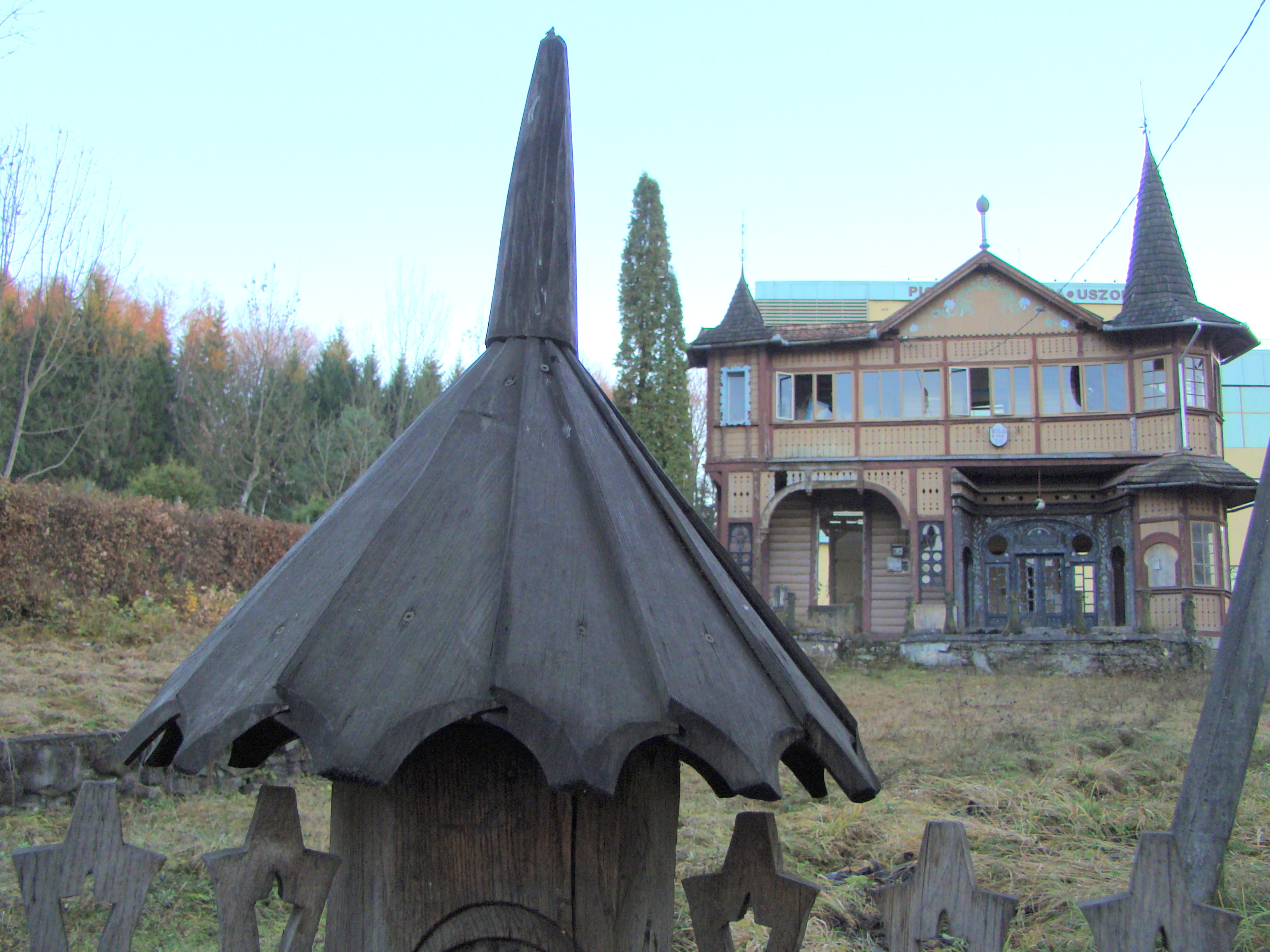
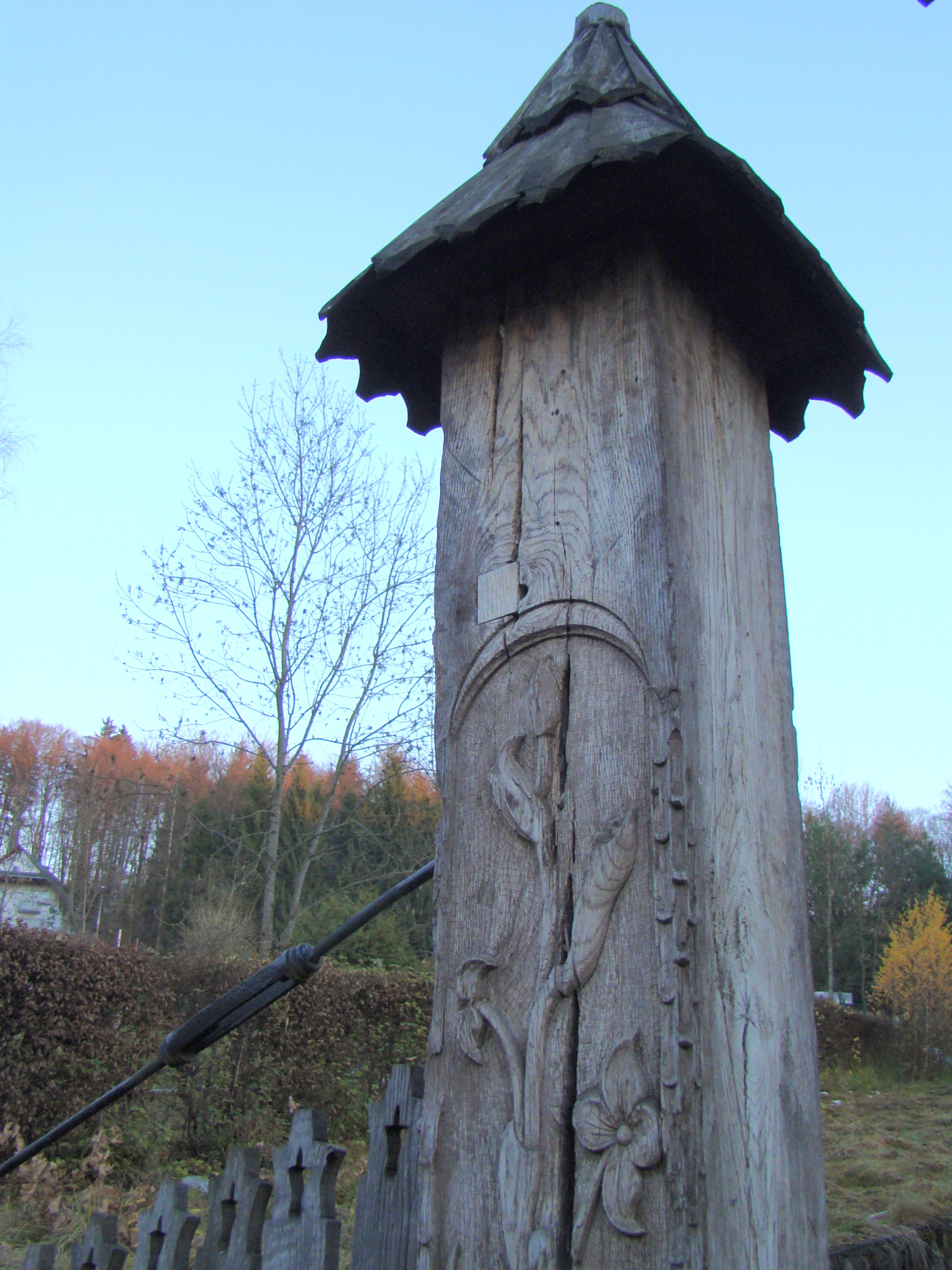
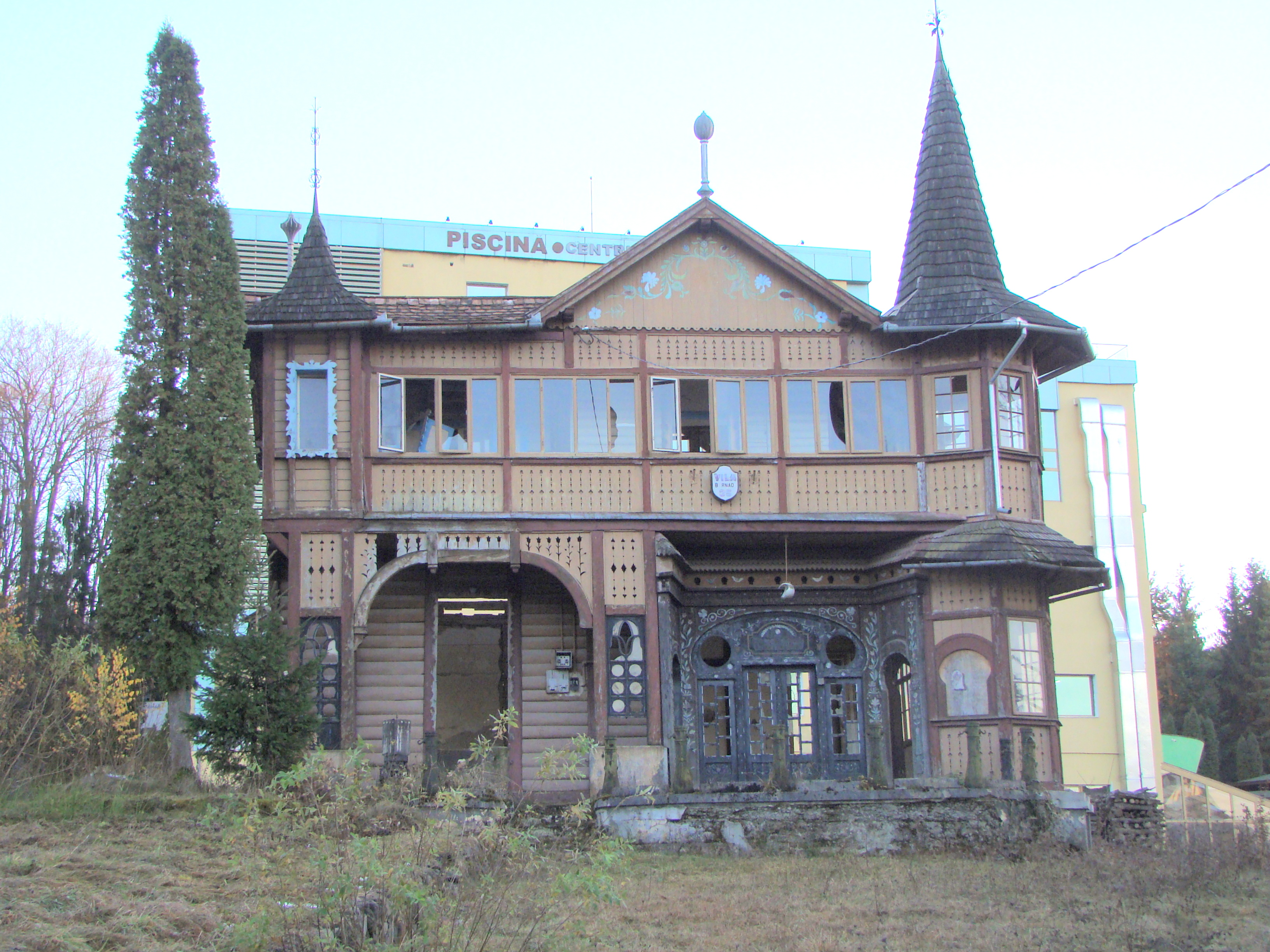
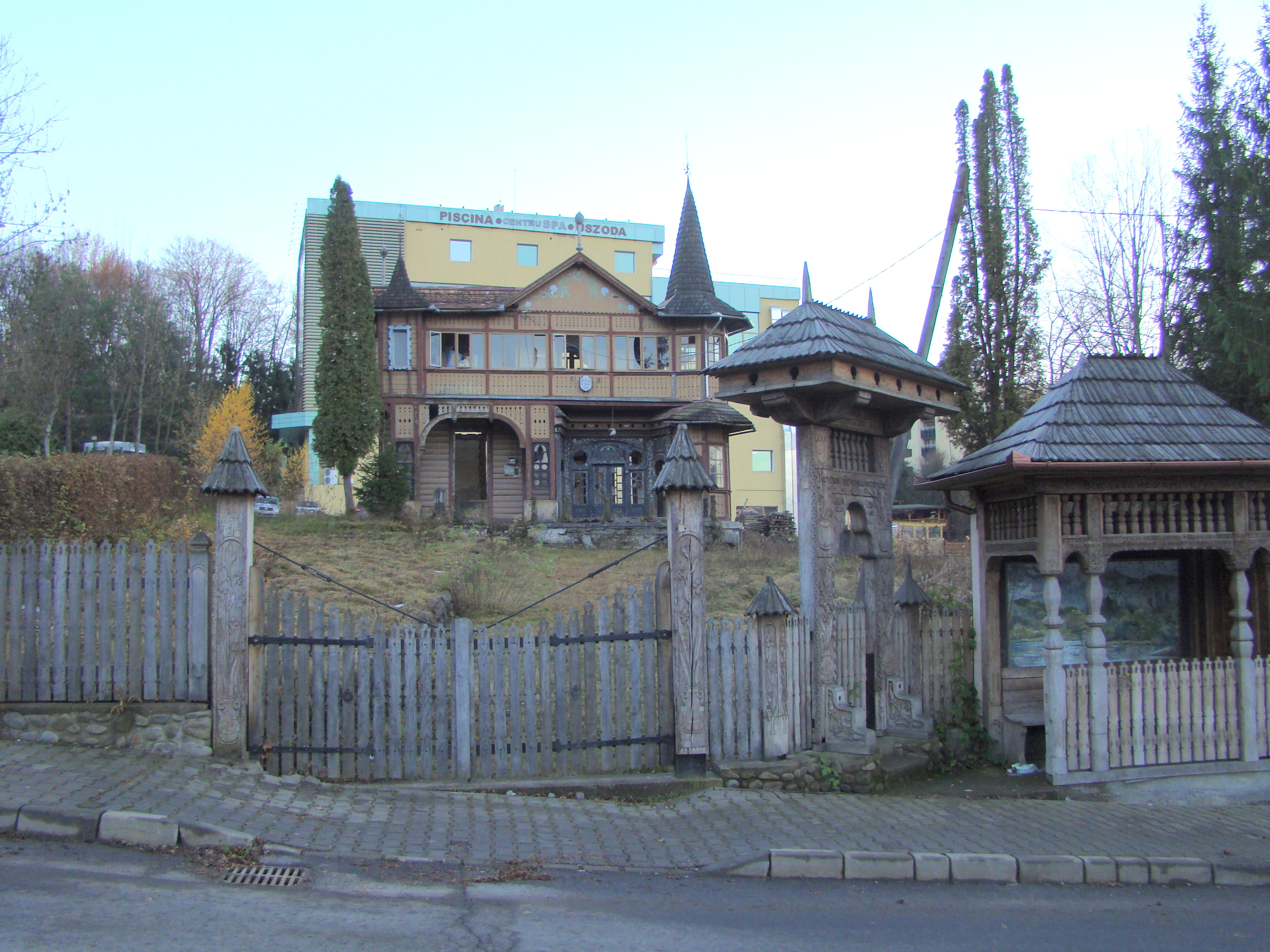

## Imagini (după reconstrucție)

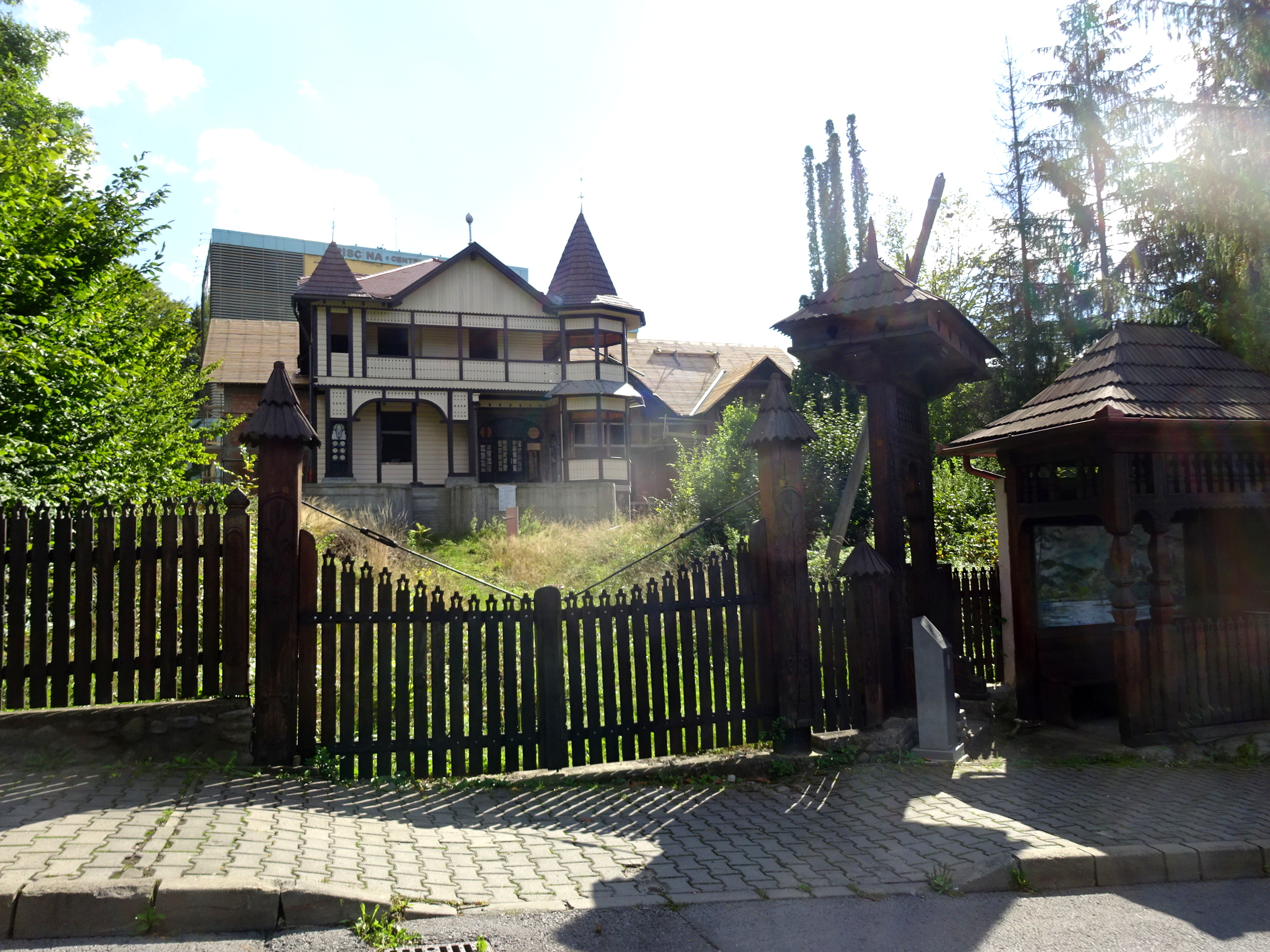
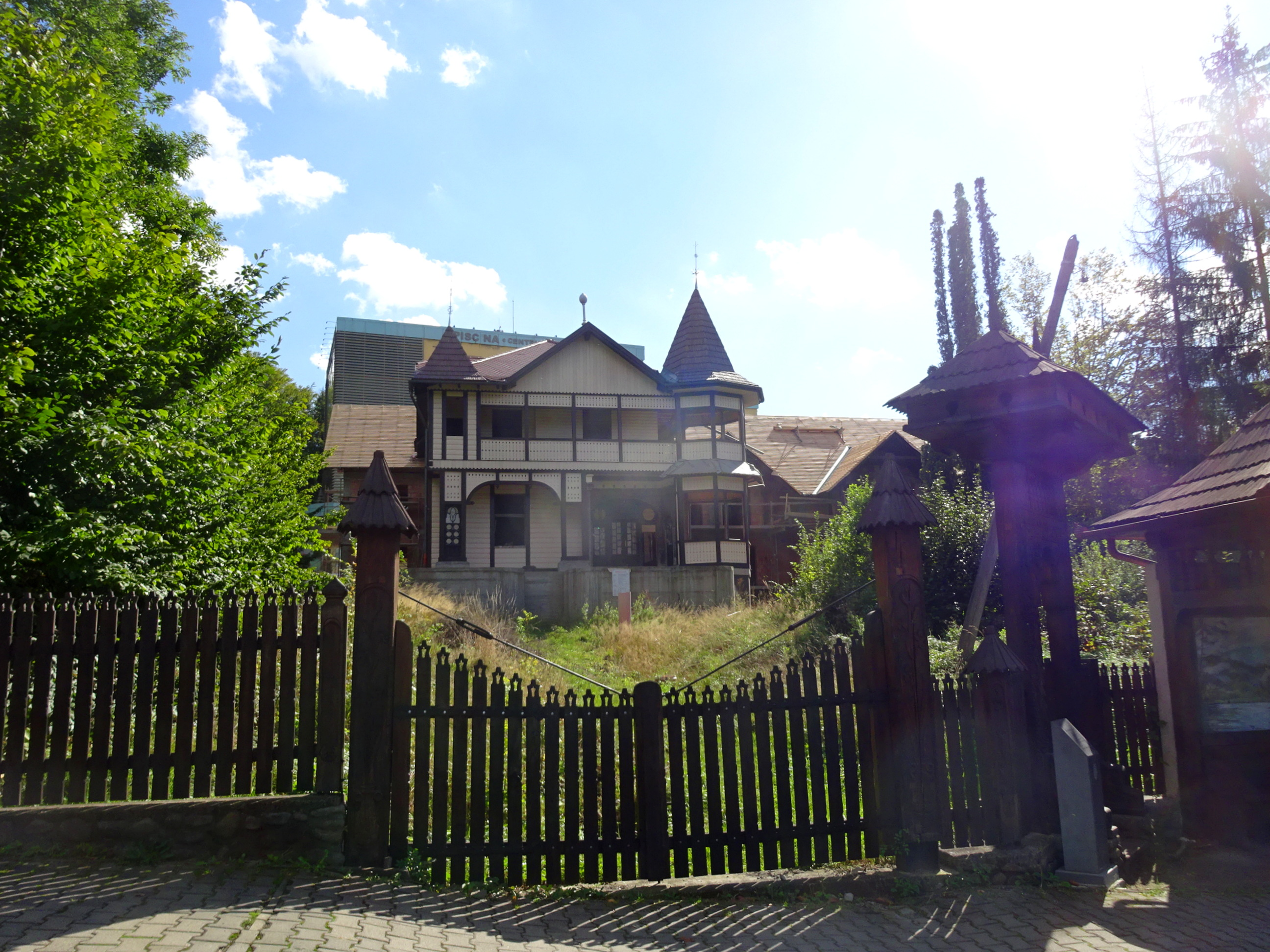
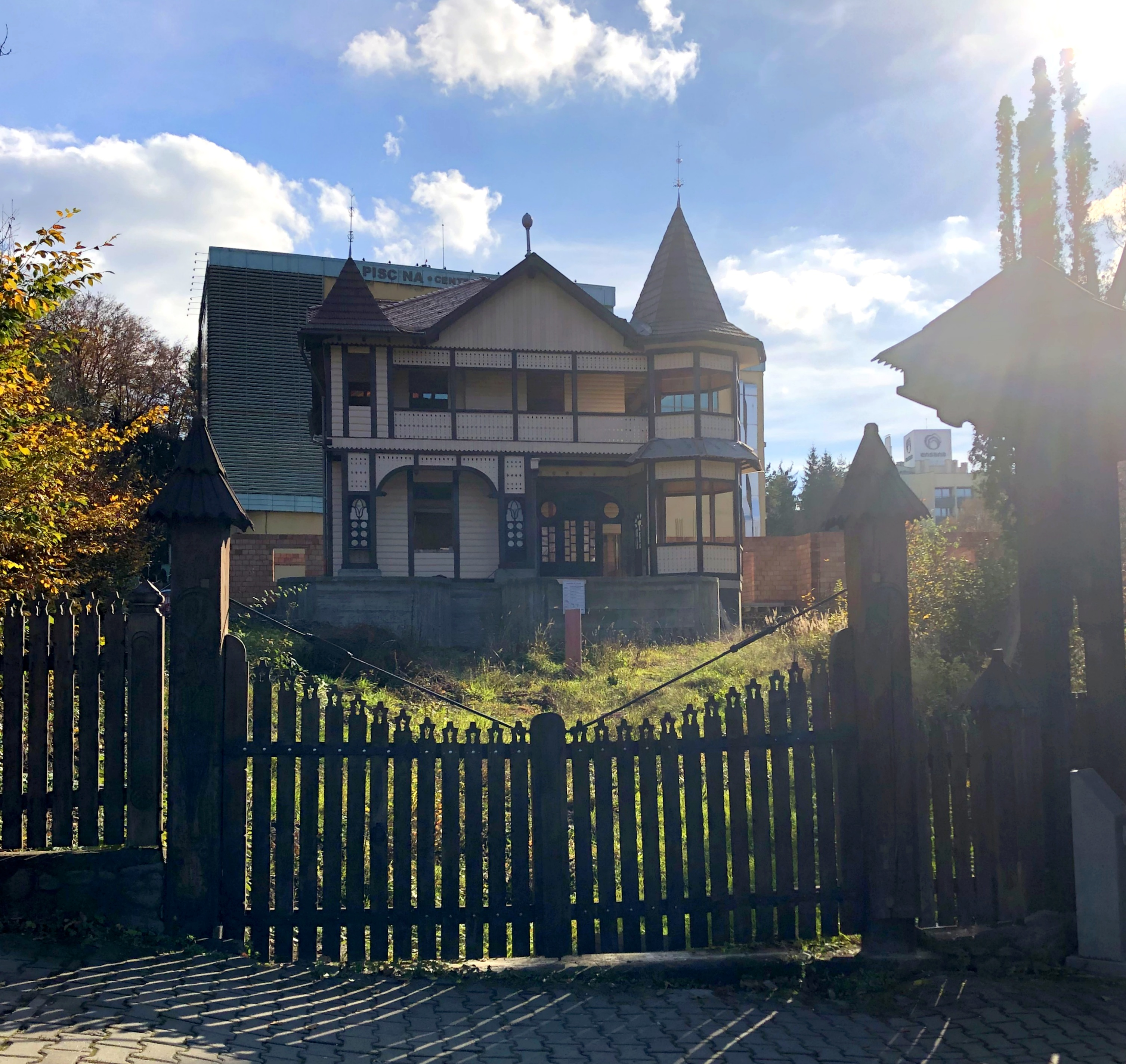
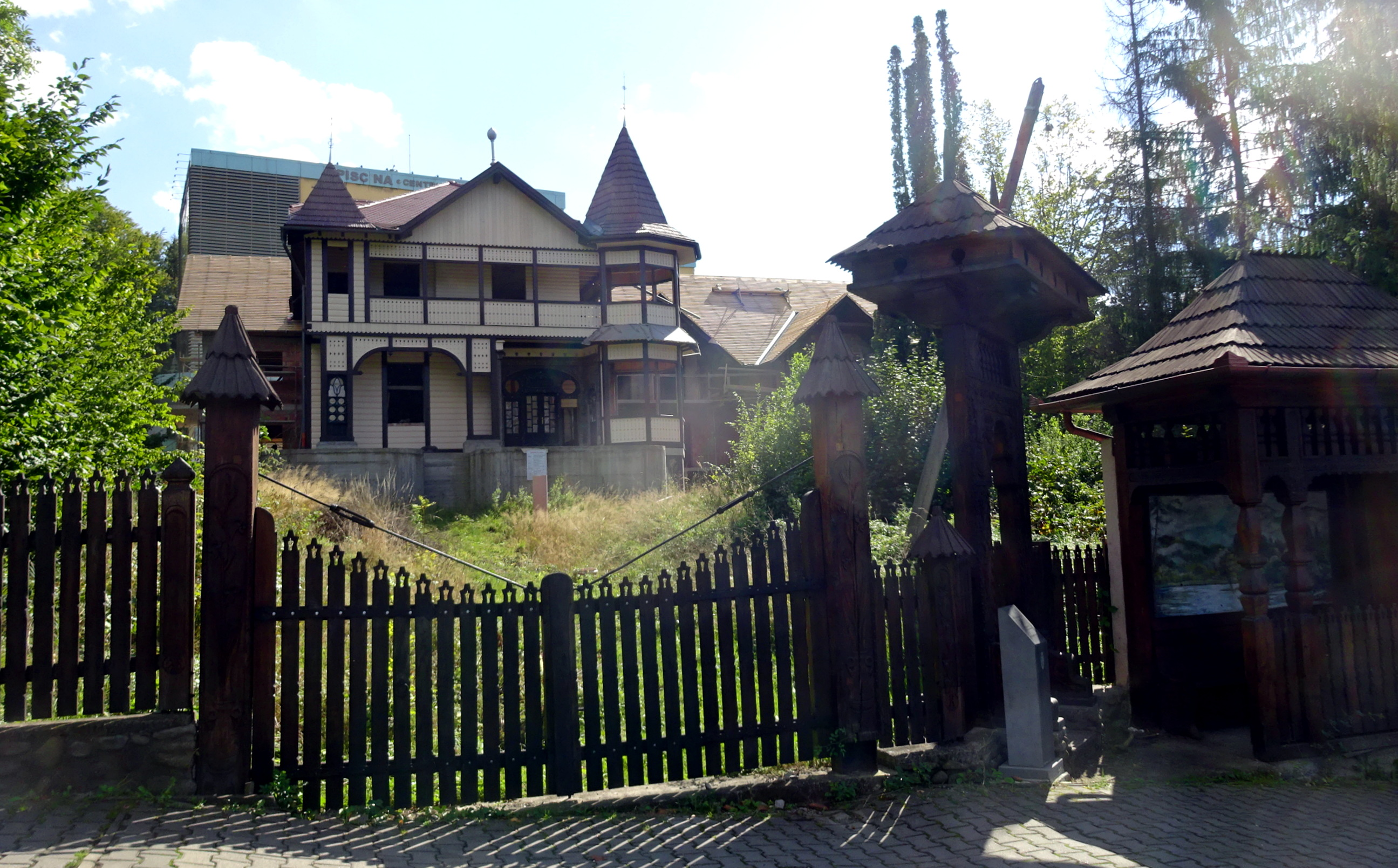

## Vezi și
- Sovata
- György Bernády